# Pteromalus flaviventris
Pteromalus flaviventris är en stekelart som beskrevs av Rudow 1886. Pteromalus flaviventris ingår i släktet Pteromalus och familjen puppglanssteklar.
Artens utbredningsområde är Italien. Inga underarter finns listade i Catalogue of Life.